# Pádraig Flynn
Pádraig Flynn (Castlebar, 9 maggio 1939) è un politico irlandese, esponente del Fianna Fáil.
È stato parlamentare e più volte ministro ed è stato commissario europeo.

## Biografia
Flynn studiò presso il St Patrick's College of Education di Dublino e cominciò a lavorare come insegnante.

### Carriera politica
Flynn fu incoraggiato dalla madre ad affiliarsi al Fianna Fáil, mentre il padre era un sostenitore del Fine Gael. Nel 1967 Flynn fu eletto membro del consiglio della contea di Mayo, di cui fece parte fino al 1987. Dal 1975 al 1977 fu vicepresidente del consiglio della contea.
Eletto per la prima volta al Dáil Éireann nel 1977 in rappresentanza del collegio di Mayo Ovest, ha fatto parte ininterrottamente del parlamento fino al gennaio 1993, sempre eletto nello stesso collegio e nelle file del Fianna Fáil.

#### Ministro
Dal marzo 1980 al giugno 1981 Flynn fu ministro di stato per i trasporti e l'energia. Dal marzo all'ottobre 1982 fu ministro per il Gaeltacht, poi svolse l'incarico di ministro del commercio, delle piccole e medie imprese e del turismo fino al dicembre 1982.
Tra il 1982 e il 1987 fu il responsabile del Fianna Fáil per il commercio, le piccole e medie imprese ed il turismo.
Dal marzo 1987 al novembre 1991 Flynn fu ministro dell'ambiente. Nel febbraio 1992 fu nominato ministro della giustizia e nel novembre dello stesso anno ottenne anche la delega all'industria e al commercio. Si dimise dal governo all'inizio del gennaio 1993, dopo essere stato indicato come commissario europeo dell'Irlanda.

#### Commissario europeo
Il 6 gennaio 1993 Flynn entrò in carica come commissario europeo per l'immigrazione, gli affari interni e giudiziari, l'occupazione e gli affari sociali nell'ambito della Commissione Delors III. Fu il primo commissario per gli affari interni e giudiziari, dato che l'Unione europea cominciò ad occuparsene a partire dall'entrata in vigore del Trattato di Maastricht nel 1993.
Nella Commissione Santer (1995-1999) Flynn mantenne la delega all'occupazione e agli affari sociali e svolse il medesimo incarico anche nel periodo della Commissione Marín nel 1999. Dopo le dimissioni della Commissione Flynn si ritirò dalla vita politica.
A partire dal 1999 Flynn è stato indagato per un episodio di presunta appropriazione indebita di denaro. Durante il suo mandato di ministro dell'ambiente nei tardi anni Ottanta intascò 50.000£ dall'imprenditore Tom Gilmartin, sostenendo che erano destinate a lui e non al partito, come invece sosteneva l'imprenditore. Flynn fu indagato dopo le sue dichiarazioni in un'intervista a The Late Late Show nel gennaio 1999, che spinsero Gilmartin ad accusarlo e costrinsero sostanzialmente Flynn a porre fine alla sua carriera politica.

## Vita personale
Flynn è sposato ed ha tre figlie ed un figlio. Beverley Flynn, una delle figlie, fa parte del Dáil Éireann dal 1997. Come il padre, è un'esponente del Fianna Fáil ed occupa il seggio di Mayo Ovest.

## Curiosità
Flynn è appassionato di pittura ad acquerello.